# Вознесенка (Шегарський район)
Вознесе́нка (рос. Вознесенка) — село у складі Шегарського району Томської області, Росія. Входить до складу Баткатського сільського поселення.

## Населення
Населення — 274 особи (2010; 290 у 2002).
Національний склад (станом на 2002 рік):
- росіяни — 94 %